# 재보장 조약
재보장 조약(Rückversicherungsvertrag, Договор перестраховки)은 1887년 6월 18일 독일 제국과 러시아 제국 사이에서 체결된 비밀 조약이다.
1885년 오스트리아-헝가리 제국과 러시아 제국 간의 관계가 긴박해지자 양국은 삼제협상의 갱신을 거절했다. 독일 제국은 프랑스의 보복에 대비하기 위해 러시아 제국의 중립이 필요했고 러시아 제국도 아시아에서 영국과의 경쟁을 계속하고 있었으므로 독일 제국의 지지가 필요했다.
이 조약이 체결됨에 따라 독일 제국이 프랑스를 공격하는 경우 또는 러시아 제국이 오스트리아-헝가리 제국을 공격하는 경우를 제외하고는 제3국과의 전쟁에 있어서는 상호 중립을 지킬 것, 발칸반도에서의 현상 유지가 약정되었다. 기한은 3년이었지만 1890년 독일 제국이 조약 갱신을 거부하면서 소멸되었다.

## 같이 보기
- 국제 관계 (1814년-1919년)